# 浏阳河
浏阳河，又名浏水、浏渭河，是湘江下游东侧重要一级支流，位于中国湖南省长沙市境内。因歌頌毛泽东的同名歌曲而闻名。浏阳河为长沙地区最大的湘江支流，源于罗霄山脉西麓的浏阳市境内大围山，流经浏阳市和长沙县，最后于长沙城北的开福区汇入湘江。全长234公里，流域面积4665平方公里。

## 水文

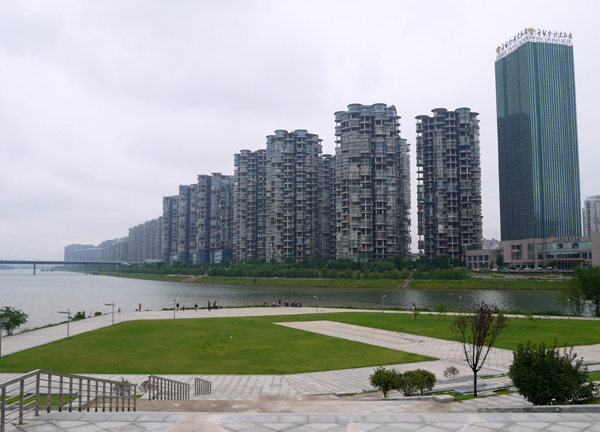
浏阳河汇入湘江处（从南岸向北望）

瀏陽河发源自瀏陽市大围山北麓瀏河源村，有大溪河和小溪河两條源流，大溪河流經大圍山鎮、達滸鎮、官渡鎮、沿溪鎮、永和鎮、古港鎮、關口街道，小溪河流經張坊鎮、小河鄉、高坪鎮等鄉鎮，並在高坪鎮雙江村交匯，始稱「瀏陽河」，在长沙县江背鎮湘陰港村流入長沙縣，最終於长沙市開福區的陈家屋场注入湘江。
湘江在高坪鎮雙江口以上稱為上游，水流湍急，多有支流。瀏陽河在高坪鎮雙江口至鎮頭之間為中游，沿岸丘陵起伏，盆地錯落其間，亦有峽谷。瀏陽河在鎮頭鎮涧江河河口段以下為下游，地勢平坦，水流較緩。
其中，大溪河的达浒河坝以上、小溪河的株樹橋水電站大坝以上流域为浏阳河的重点水源保护区。

## 主要支流、分流和湖沼
- 支流
  - 圭塘河[6]
  - 双溪港
  - 涧江河[7]
  - 蒲梓港
  - 济川河[8]
  - 淮川河[9]
- 湖沼
  - 道源水库[10]
  - 株树桥水库[11]
  - 长兴湖[12]
  - 仙人造水库[13]